# Cyclopinoides elongata
Cyclopinoides elongata är en kräftdjursart som beskrevs av Wilson 1931. Cyclopinoides elongata ingår i släktet Cyclopinoides och familjen Cyclopinidae. Inga underarter finns listade i Catalogue of Life.